# A.I.F. Burial Ground
A.I.F. Burial Ground est un cimetière militaire britannique de la Première Guerre mondiale en France, situé sur le territoire de la commune de Flers dans le département de la Somme.

## Localisation
Le cimetière se trouve à 1,6 km au nord du centre du village de Flers, moins d'un kilomètre à l'ouest de Gueudecourt et près de la limite entre les départements de la Somme et du Pas-de-Calais.

## Historique
Au cours de la bataille de Flers-Courcelette en 1916, Flers a été pris par la 41e Division britannique et la Division de Nouvelle-Zélande, où les chars ont été déployés pour la première fois.
Le cimetière a été créé en novembre 1916 par les unités médicales australiennes et est restée en usage pendant l'hiver. À l'offensive allemande de printemps, en mars 1918, Flers est à nouveau tombé dans les mains allemandes, jusqu'à sa libération en août.
Après la guerre le cimetière a été considérablement élargi avec des tombeaux des champs de bataille environnants. Ainsi, au cours des années 1920, les tombes des autres cimetières à Flers, Factory Corner et North Road Cemetery, ont été transférées à l'A.I.F. Burial Ground. À l'occasion de l'agrandissement du cimetière, initialement rectangulaire, le mur à droite de l'enceinte originale a été abattu.

## Caractéristiques
Dans ce cimetière reposent les corps de plus 3 548 corps, 3 475 soldats des armées britanniques, 170 soldats français et 3 soldats allemands. 2 263 corps ont été identifiés et 1 212 on-identifiés. L'aménagement du cimetière a été conçu par Sir Herbert Baker.
Le cimetière est entretenu par la Commonwealth War Graves Commission.

### Galerie

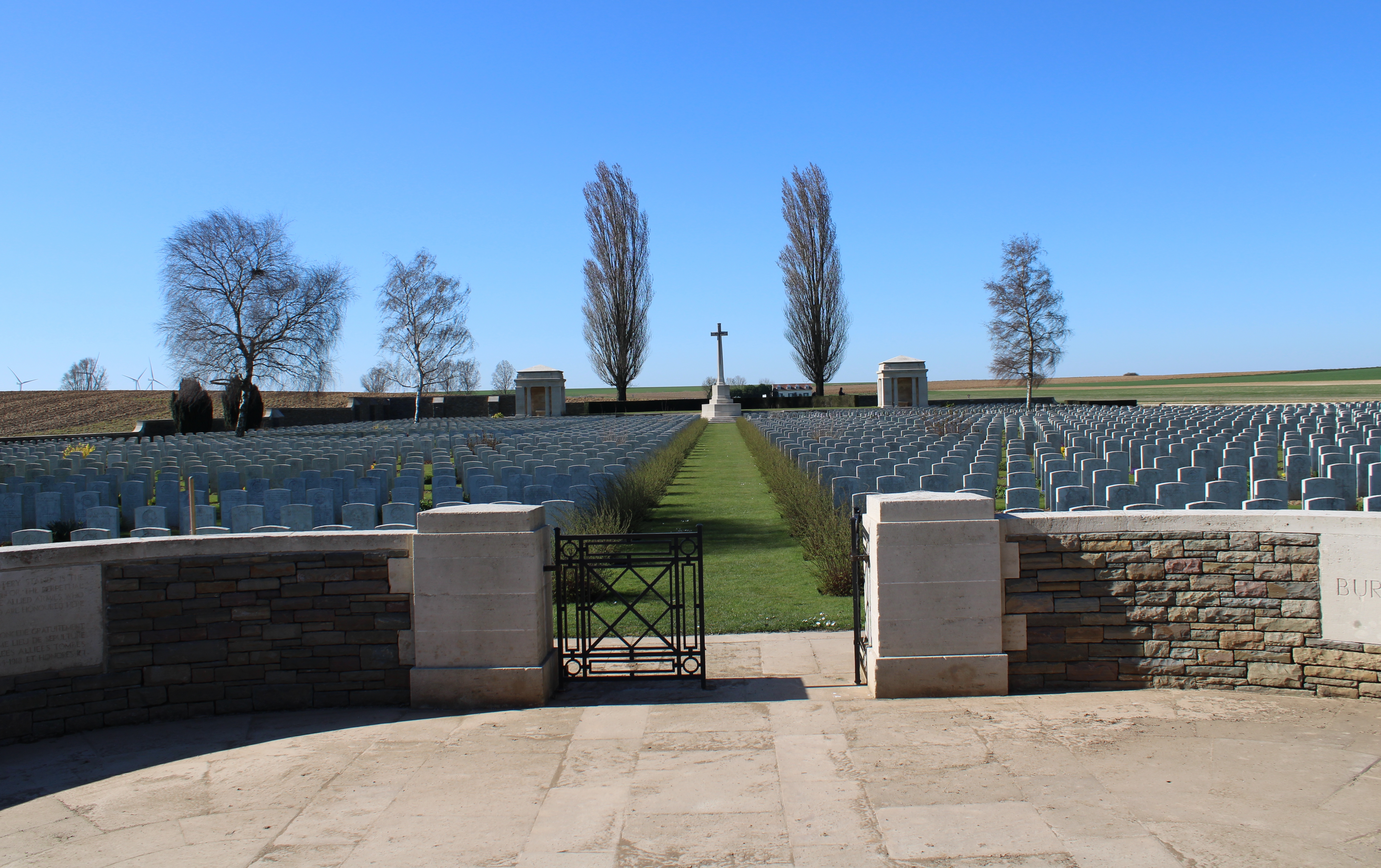
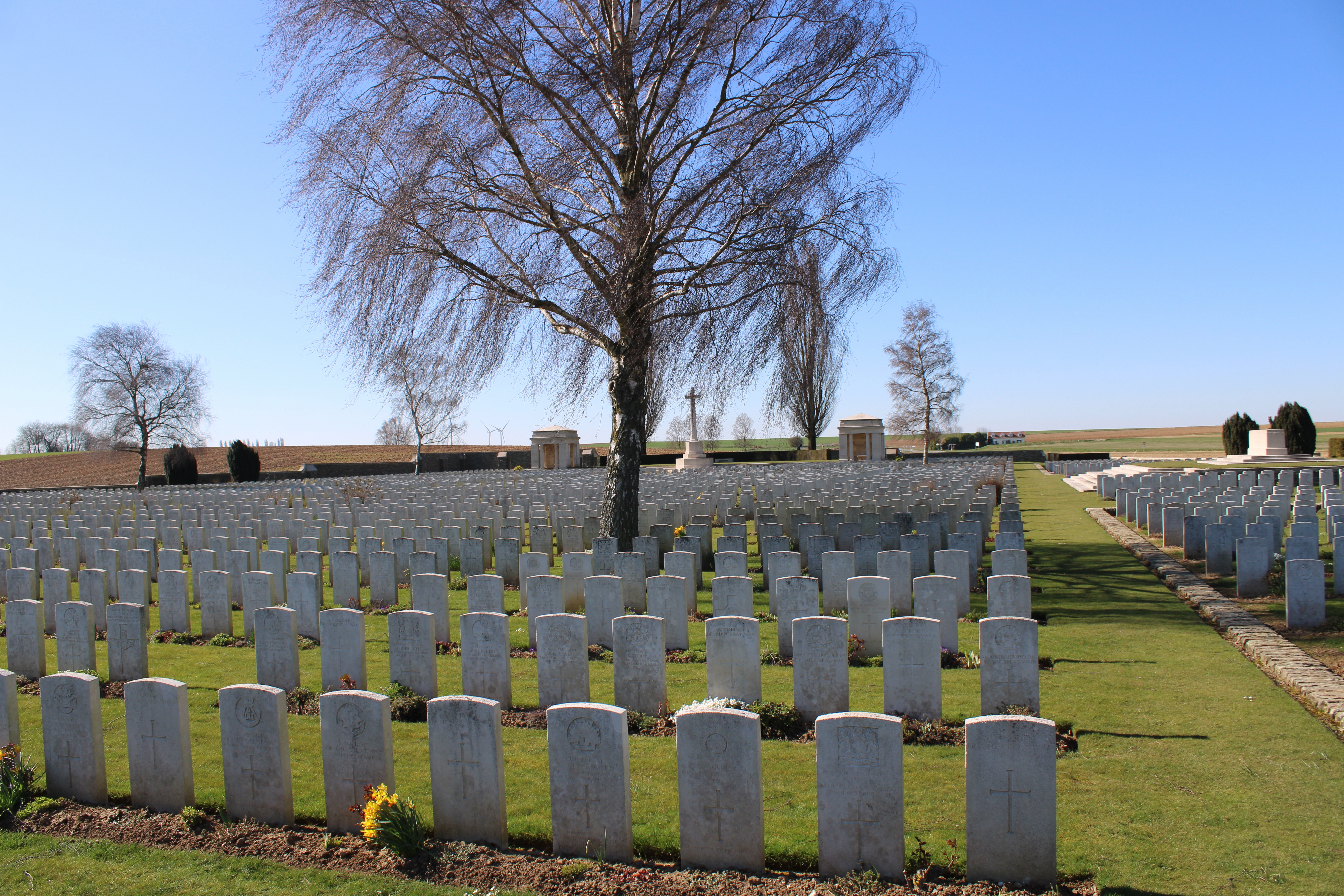
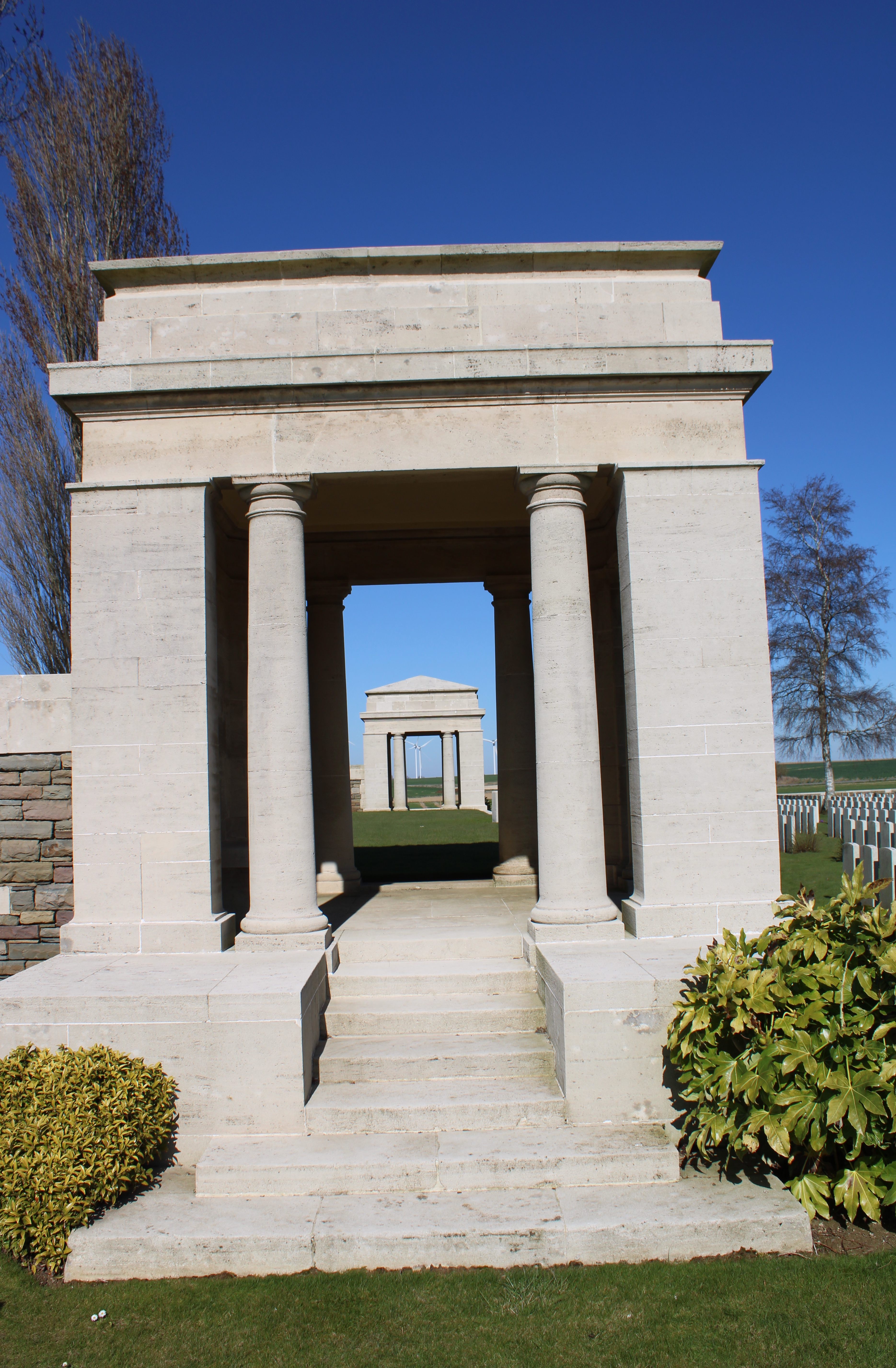
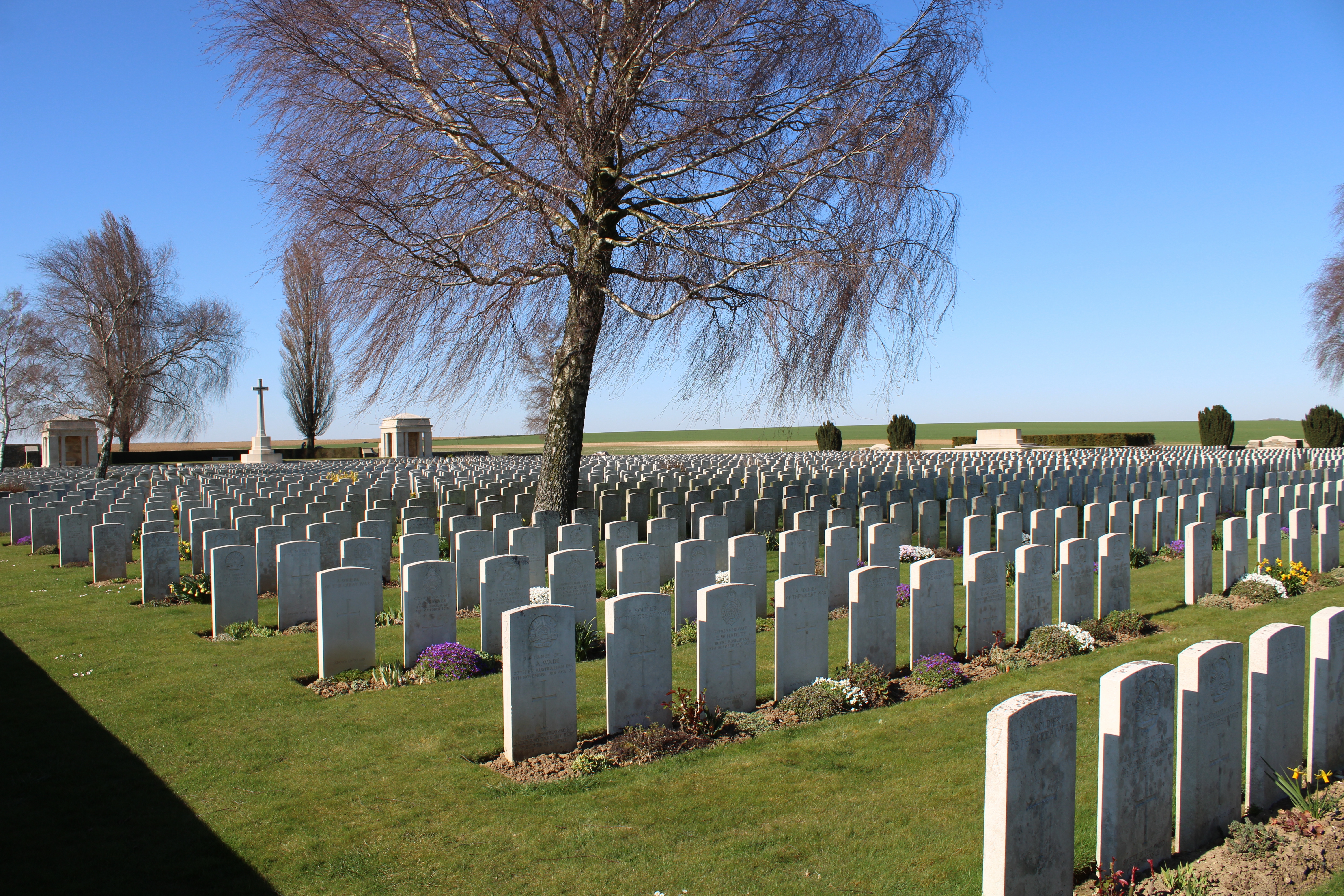
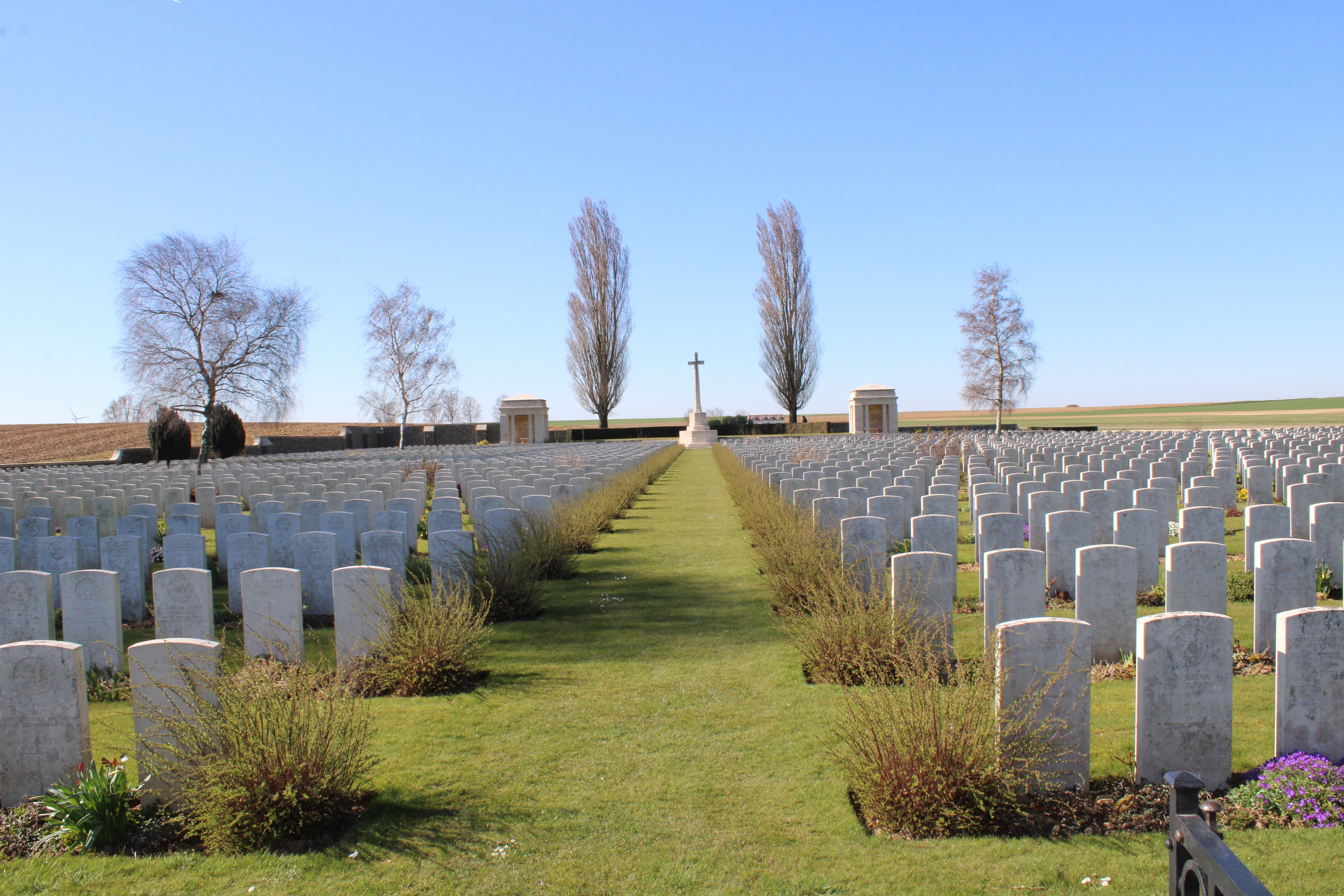

### Sépultures
| Pays        | Sépultures |
| ----------- | ---------- |
| Royaume-Uni | 3475       |
| France      | 170        |
| Allemagne   | 3          |
| Total       | 3648       |

## Crédits
- (nl) Cet article est partiellement ou en totalité issu de l’article de Wikipédia en néerlandais intitulé « A.I.F. Burial Ground » (voir la liste des auteurs).